# Gokarna
Gokarna (Kannada ಗೋಕರ್ಣ) ist eine Ortschaft im Uttara Kannada im Bundesstaat Karnataka in Indien.
Der Ort ist sowohl ein hinduistischer Wallfahrtsort als auch ein Tourismusort. Die Tempelstadt wird in vielen hinduistischen Schriften erwähnt, die größte Gottheit ist hier Lord/Herr Mahabhaleshwara, eine Form des Hindugottes Shiva. Die umliegenden Strände sind touristisch erschlossen und bei Rucksacktouristen beliebt.

## Etymologie
Der Name Gokarna bedeutet „Kuhohr“. Angeblich soll die Gottheit Shiva hier aus dem Ohr der Kuh Prithvi herausgekommen sein. Der Ort befindet sich zudem an dem ohrförmigen Zusammenfluss der Flüsse Gangavali und Aghanashini.

## Mythologie
Legenden im Sahyadri Khand in den Puranas berichten, dass der Bundesstaat Kerala dem Meer vom Brahmanen Parashurama abgerungen wurde. Auf seiner Wanderung von Vindhyagebirge nach Süden tötete er die Kshatriya 21-mal mit seiner Axt, welche er anschließend ins Meer warf, um die Küstenerosion von Gokarna bis zur Südspitze Indiens aufzuhalten.
Gokarna wird auch in den Bhagavatapurana als Heimat der Brüder Gokarna und Dhundhakari erwähnt. Die Bhagawat beschreibt deren unterschiedliche Temperamente, Gestalt und Heldentaten.
Eine andere mythologische Überlieferung erzählt von Ravana, dem Dämonenkönig von Lanka, der von Shiva die heiligen Atmalinga erhielt, nachdem er am Kailash selbst verfasste Shivatandavastotram rezitierte. Shiva wies Ravana an, das heilige Atmalinga niemals den Boden berühren zu lassen. Auf seinem Weg zurück nach Lanka hielt Ravana für sein Abendgebet in Gokarna an. Ganesha wollte verhindern, dass Ravana weiterhin eine so mächtige Waffe wie das Atmalinga besitzt, und bot in der Gestalt eines brahmanischen Jungen an, das Atmalinga für die Dauer seines Gebets zu halten. Als Ravana das Atmalinga überreicht, wirft Ganesha es sofort zu Boden. Ravana versuchte, es herauszuziehen, und schleuderte dabei die Bruchstücke der Linga auf die Tempel von Surathkal, Dhareshwar, Gunavanteshwar, Murudeshwar und Shejjeshwar.

## Geschichte
Die Entstehung und frühe Geschichte der Ortschaft ist nicht überliefert. Mayurvarma von den Kadamba-Königen soll Brahmanen nach Gokarna gebracht haben. Der Ort war ein Zentrum für Indiens traditionelle und altertümliche Ganja-Kultur. Eine Gruppe von Brahmanen floh von Gokarna, um der Christianisierung durch die Portugiesen und Engländern zu entgehen, und siedelten in und um Gokarna im 15. Jahrhundert. Er war Teil der Königreiche Sodhe and Vijayanagar. Später fiel die Region um Konkan zusammen mit Goa unter portugiesische Herrschaft. 1714 zerstörten Portugiesen einige Tempel, welche im 18. Jahrhundert und 1928 unter der Leitung vom Guru H. H. Shrimat Anandashram Swamiji wieder aufgebaut wurden.

## Strände
Gokarna ist ein Ort der Kontraste, der zugleich Pilgerstätte und Urlaubsort ist. An den Stränden wachsen hauptsächlich Kokospalmen. Die lebhafte Stadt verläuft entlang zweier Hauptstraßen mit Geschäften und gemauerten Gebäuden. An den Stränden Gokarnas können Hütten gemietet werden.
Die kurvige Zufahrtsstraße nach Gokarna ist landschaftlich reizvoll, mit dem steinigen Gebirge der Westghats im Osten und dem Arabischen Meer im Westen.

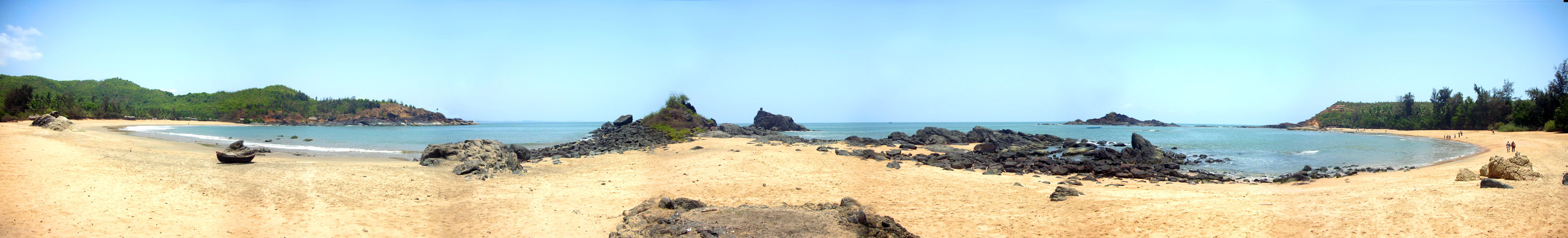
Panorama von Om Beach in Gokarna

Gokarna ist bekannt für seine schönen Strände und Landschaften, die Hauptstrände sind Gokarna Beach, Main Beach, Kuddle, Om, Half Moon und Paradise Beach (auch bekannt unter dem Namen Full Moon Beach). Gokarna Main Beach verläuft nördlich entlang der Küstenlinie der Ortschaft, während die anderen vier Strände südlich und durch Hügelketten getrennt davon liegen. Kuddle und Om liegen 6 km südlich von Gokarna und sind zu Fuß und mit Rikschas erreichbar. Half Moon und Paradise liegen südlich von Om und sind nur zu Fuß und mit dem Boot erreichbar. Der Strandabschnitt Om Beach ist nach dem glückverheißenden Symbol ॐ benannt, da dessen Küstenlinie einer liegenden 3 ähnelt. Die Strände Half Moon und Paradise sind kleiner und abgeschiedener.